# 민원기 (공무원)
민원기(閔元基, 1963년 ~ )는 대한민국의 과학기술정보통신부 제2차관을 맡고 있는 공무원이었다. 본관은 여흥이며, 서울 출생이다.

## 학력
- 1978 ~ 1981 관악고등학교
- 1981 ~ 1985 연세대학교 사학과
- 1987 ~ 1989 서울대학교 행정대학원 행정학 석사
- 1994 ~ 1996 워싱턴 대학교 대학원 MBA

## 경력
- 1987 제31회 행정고시 합격
- 1988.04 ~ 1997.03 체신부 통신기획과, 서울국제우체국 소포우편과장, 체신부 전산망과, 정보통신기획과, 정보통신부 정책총괄과 행정사무관
- 2002.02 정보통신부 정보통신지원국 통신업무과장
- 2002 경제협력개발기구(OECD) 정보통신서비스정책분과위원회 부의장
- ~ 2003 경제협력개발기구(OECD) 정보통신서비스정책분과위원회 의장
- 2004.04 정보통신부 국제협력관실 협력기획담당관
- 2005.08 ~ 2007.02 정보통신부 정보통신정책국 정책총괄과장
- 2006 UN아시아태평양 정보통신교육원 APCICT 선임 ICT 전문가
- 2007.11 ~ 2009.02 제20대 중앙전파관리소 소장
- 2009.02 ~ 2013.03 국제부흥개발은행 선임 ICT 정책전문가
- 2013.04 ~ 2013.09 미래창조과학부 대변인
- 2013.10 ~ 2014.11 미래창조과학부 국제전기통신연합 ITU 전권회의 의장
- 2014.05 국제전기통신연합 ITU 이사회 부의장
- 2015.05 ~ 2016.05 국제전기통신연합 ITU 이사회 의장
- 2015.02 미래창조과학부 기획조정실 실장
- 2015.11 경제협력개발기구(OECD) 디지털경제위원회 부의장
- 2016.11 경제협력개발기구(OECD) 디지털경제정책위원회 의장
- 2018.08 ~ 2019.12 과학기술정보통신부 제2차관
- 2020.01 ~ 2021.12 한국뉴욕주립대학교 총장
- 2021.10 외교부 과학기술협력대사
- 한국뉴욕주립대학교 명예총장
- 숭실대학교 초빙교수
- 2023.06.02 ~ 스테이지파이브 ESG위원회 의장
- 2024.11.05 ~ 2027.11.04 학교법인 중앙대학교 이사